# Sally Scott
Sally Scott (* 12. April 1991) ist eine britische Stabhochspringerin.
2014 gewann sie für England startend Bronze bei den Commonwealth Games in Glasgow.

## Persönliche Bestleistungen
- Stabhochsprung: 4,20 m, 19. Juni 2010, Bedford
  - Halle: 4,16 m, 13. Februar 2011, Sheffield